# Aliluia

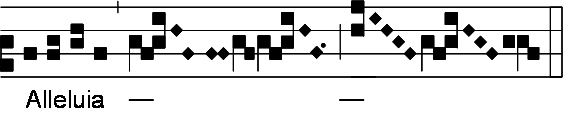
Aliluia pentru Ajunul Crăciunului, cu jubilus (versetul a fost omis)

Cuvântul „Aliluia” sau „Aleluia” (din ebraică הללו יה) este o cântare de bucurie originară din Vechiul Testament, care este des întâlnită în rugăciuni și în cântările liturgice. El înseamnă ad-litteram „Lăudați-L pe Yah”, fiind o formă scurtă a lui „Lăudați-L pe Yahweh” și este tradus adesea ca „Lăudați pe Domnul”.
Expresia „Aliluia” este folosită, de asemenea, în cântările liturgice, în care acest cuvânt este combinat cu versete din Scriptură, de obicei, din Psalmi. Acest cântec este utilizat adesea înainte de citirea Evangheliei.

## Istoric
Cuvântul ebraic Halleluya prin care se aduce laudă lui Dumnezeu a fost păstrat, netradus, de primii creștini ca o expresie superlativă de mulțumire, de bucurie și de izbândă. Astfel, apare în Liturghia Sfântului Iacov, care este încă oficiată în greaca veche de patriarhul Ierusalimului și versiunea ei siriacă folosită de maroniți. În Liturghia Sfântului Marcu, aparent cea mai veche dintre toate, este prezentă această rubrică: „Apoi urmează Să luăm aminte, Apostolul și prologul cântării Aliluia.”—„Apostolul” este titlul vechi uzual vechi al citirii epistolei, iar „prologul cântării Aliluia” pare să fie o rugăciune sau verset înainte ca Aliluia să fie cântată de cor.

## Uz apusean

### Ritul roman
În ritul roman cuvântul „Aliluia” este asociat cu bucuria și este deosebit de favorizate în timpul pascal, perioada dintre Paști și Rusalii, probabil din cauza asocierii rugăciunii Hallel (psalmii Aliluia) cântate la Paște. În acest timp, cuvântul este adăugat pe scară largă la versete și la răspunsurile asociate rugăciunilor, la antifoanele psalmilor și, în Octava Paștelui și în Duminica Rusaliilor, la sfârșitul liturghiei („Ite missa est”).
Pe de altă parte, cuvântul „Aliluia” este exclus din liturghia romană în timpul Postului Mare, fiind numit de multe ori în acest timp „cuvântul cu A”. În formele de dinainte de 1970 ale ritului liturgic roman este exclus, de asemenea, în perioada dintre Septuagesima și Postul Mare și în rugăciunile pentru adormiți. Același cuvânt, care în mod normal urmează după Gloria Patri la începutul fiecărei ore a Liturghiei Orelor și care în forma actuală a ritului roman este omis în timpul Postului Mare, este înlocuit în formele de dinainte de 1970 ale ritului liturgic roman cu fraza Laus tibi, Domine, rex aeternae gloriae (Laudă ție, Dumnezeule, rege al gloriei eterne) în perioada Septuagesimei și a Postului Mare.

## Uz răsăritean

### Ritul bizantin

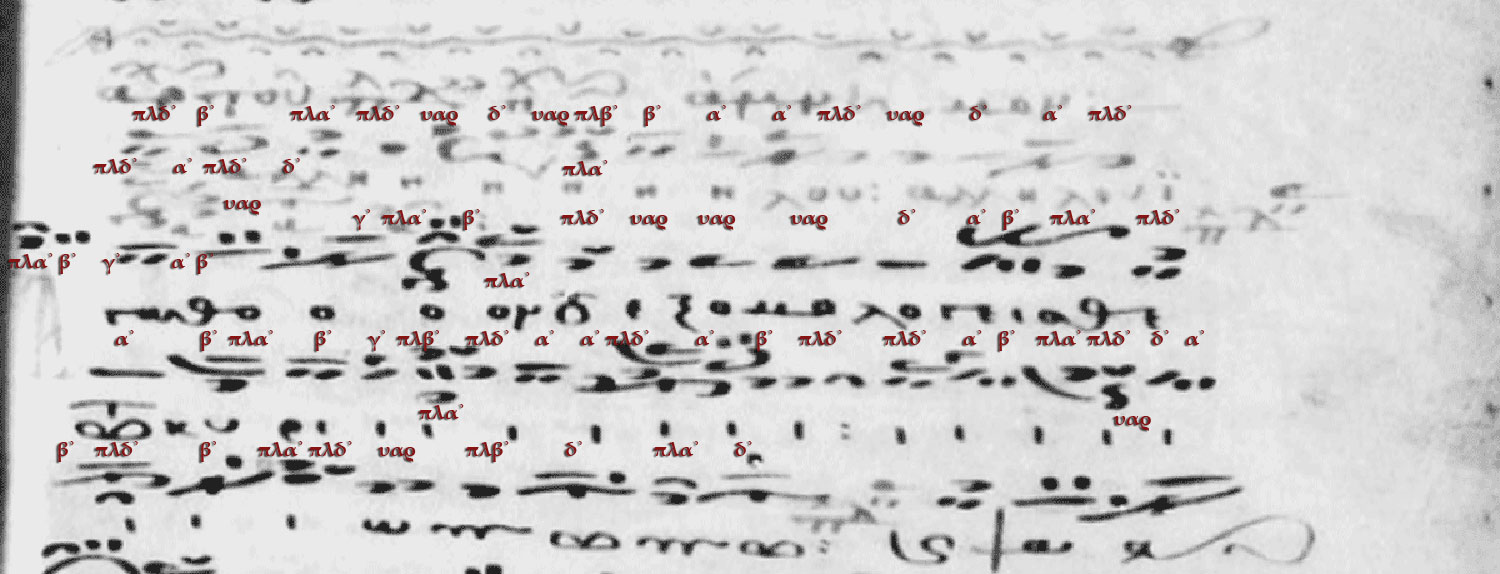
Psalmul 91 Αγαθὸν τὸ ἐξομολογεῖσθαι τῷ κυρίῳ καὶ ψάλλειν τῷ ὀνόματί într-un kontakarion de pe la 1300 (F-Pn fonds grec, Ms. 397, f.43r)

În bisericile ortodoxe și greco-catolice, după ce se citește Apostolul (Epistola) în cadrul liturghiei, citețul anunță pe care din cele opt tonuri urmează a fi cântată Aliluia. Răspunsul corului este întotdeauna același: „Aliluia, aliluia, aliluia”. Ceea ce diferă este tonul pe care este cântat și stihira (versetele psalmului) care sunt intonate de citeț.
Aliluia este asociat cu prochimenul care precedă citirea Apostolului. Pot exista una sau două Aliluia, în funcție de numărul prochimenelor (pot fi maxim trei citiri din Apostol, dar niciodată mai mult de două prochimene și două Aliluia).
În ordinea liturgică rusă/slavă, Aliluia este intonată în unul din următoarele două moduri, în funcție de numărul prochimenelor (practica antiohiană/bizantină este puțin diferită):

#### Un Aliluia
Diaconul: „Să luăm aminte.”
Citețul: „Aliluia pe glasul  ____ .”
Corul: „Aliluia, aliluia, aliluia.”
Citețul cântă apoi prima stihiră a cântării Aliluia.
Corul: „Aliluia, aliluia, aliluia.”
Citețul cântă apoi cea de-a doua stihiră a cântării Aliluia.
Corul: „Aliluia, aliluia, aliluia.”

#### Două Aliluia
Diaconul: „Să luăm aminte.”
Citețul: „Aliluia pe glasul  ____ :” Apoi cântă imediat prima stihiră a primului Aliluia.
Corul: „Aliluia, aliluia, aliluia.”
Citețul cântă apoi cea de-a doua stihiră a primului Aliluia.
Corul: „Aliluia, aliluia, aliluia.”
Citețul: „Pe glasul ____ :” Și cântă prima stihiră a celui de-al doilea Aliluia.
Corul: „Aliluia, aliluia, aliluia.”

#### Aliluia pentru cei răposați
Aliluia este cântat, de asemenea, pe o melodie specială la înmormântări, parastase (în greacă: parastas, în slavonă: panihida) și în Sâmbăta Morților. El este cântat din nou în loc de „Dumnezeu este Domnul...”, dar de data aceasta este urmată de Troparul celor adormiți.
Aliluia este intonat de către diacon (sau de preot dacă niciun diacon nu este disponibil):
Diaconul: „Aliluia, pe glasul al 8-lea: fericiți sunt cei pe care I-ai ales și I-ai primit la tine, Doamne.”
Corul: „Aliluia, Aliluia, Aliluia.”
Diaconul: „Și pomenirea lor din neam în neam.”
Corul: „Aliluia, Aliluia, Aliluia.”
Diaconul: „Sufletele lor întru bunătăți se vor sălășlui și seminția lor va moșteni pământul.”
Corul: „Aliluia, Aliluia, Aliluia.”
În Sâmbăta Morților, care este celebrată de mai multe ori pe parcursul anului, prochimenul de la Vecernie este înlocuit, de asemenea, cu Aliluia, care este cântat în felul următor:
Diaconul: „Aliluia”, pe glasul al 8-lea.
Corul: „Aliluia, Aliluia, Aliluia.”
Diaconul: „Fericiți sunt cei pe care I-ai ales și I-ai primit la Tine, Doamne.”
Corul: „Aliluia, Aliluia, Aliluia.”
Diaconul: „Și pomenirea lor din neam în neam.”
Corul: „Aliluia, Aliluia, Aliluia.”

## Legături externe
- Catholic Encyclopedia article, s.v., Alleluia
- Photo—Chanting the Alleluia Arhivat în 1 iulie 2007, la Wayback Machine. Russian Orthodox